# Kormus artemisiae
Kormus artemisiae är en insektsart som beskrevs av Franz Xaver Fieber 1866. Kormus artemisiae ingår i släktet Kormus och familjen sporrstritar. Inga underarter finns listade i Catalogue of Life.